# Francisco Lloris y de Borja
Pour les articles homonymes, voir Lloris.
Francisco Lloris y de Borja, le cardinal d'Elne (né vers 1470 à Valence en Espagne, et mort à Rome le 22 juillet 1506) est un cardinal espagnol du début du XVIe siècle. 
Il est de la famille Borja et est un petit-neveu du pape Alexandre VI et un neveu du cardinal Juan de Borja Lanzol de Romaní, el mayor  (1492).

## Biographie
De Borja est notamment trésorier du cardinal Rodrigo de Borja, le futur pape Alexandre VI. En 1498 il est élu évêque de Terni et est transféré au diocèse d'Elne en 1499.
Le pape Alexandre VI le crée cardinal lors du consistoire du 31 mai 1503. Le cardinal d'Elne est promu à l'archidiocèse de Trani et est nommé patriarche latin de Constantinople en 1503. La même année il est nommé évêque in commendam des diocèses  de Valence et de Die.
Le cardinal Lloris participe aux deux conclaves de 1503 (élection de Pie III et de Jules II).